# Sitios de Rastán y Talbiseh
Los sitios de Rastán y Talbiseh fue una operación del Ejército Árabe Sirio durante el comienzo de la levantamiento sirio. El 28 de mayo de 2011, después de grandes protestas, el Ejército Sirio lanzó una operación contra Rastán, una ciudad de unos 50.000 habitantes, a 20 kilómetros al norte de Homs, y la vecina ciudad de Talbiseh, lo que dio lugar a la supresión de las protestas y a numerosas muertes. El Ejército Sirio se encontró con algunas personas armadas de la oposición durante la operación.

## Antecedentes
A mediados de abril, grandes protestas comenzaron en Rastán y la vecina ciudad de Talbiseh. El 29 de abril, unos 50 miembros del Partido Baath en el poder renunciaron en Rastán. Poco después, mientras que la notificación de la renuncia estaba siendo leído en una gran protesta, Inteligencia Militar presuntamente disparó y mató a 17 manifestantes. Una semana más tarde, alrededor de 100 tanques y transportes de tropas se reunieron y rodearon la ciudad de Rastán, después de que manifestantes antigubernamentales derribaron una estatua del fallecido presidente sirio Hafez al-Asad y se comprometieron a seguir adelante con sus protestas a pesar de los muchos arrestos hechos por el gobierno de Bashar al-Asad. A lo largo de mayo, las protestas continuaron en Rastán y las áreas vecinas.

## La operación
El sábado 28 de mayo el ejército sirio entró en las ciudades de Rastán y Talbiseh, un día después de sus mayores manifestaciones hasta ese momento. La oposición informó que dispararon en Talbiseh y dijo que los soldados estaban rompiendo muebles y demás en las casas y arrestando a la gente. La operación se inició después de que las fuerzas de seguridad corten todos los suministros de agua, electricidad y telecomunicaciones en la zona y bloqueado todas las carreteras que conducen a las dos ciudades. El domingo, un proyectil de mortero alcanzó a un autobús escolar que transportaba niños en Talbiseh, dijeron los residentes a Al Jazeera. Una ambulancia tratando de rescatarlos también fue atacada, pero a los estudiantes heridos se les permitió finalmente ser transportados al hospital más cercano en Deir Balba, dijeron.
El 30 de mayo, se informó de que los residentes de Rastán y Talbiseh habían disparado contra el ejército con fusiles de asalto y granadas propulsadas por cohetes. Un residente de Homs dijo que "el ejército se enfrenta a la resistencia armada y no es capaz de entrar en las dos ciudades ... El ejército está todavía fuera de las ciudades y me dijeron que los vehículos del ejército, incluidos los vehículos blindados de transporte de personal, fueron incendiadas". Otro activista de la oposición confirmó que los residentes habían luchado, pero dijo que eran residentes solitarios que protegían sus casas en lugar de una resistencia armada organizada con una estructura de mando general. Los Comités de Coordinación Local de la oposición dijeron que el ejército atacó Talbiseh con artillería la mañana del lunes 28 de mayo y que los francotiradores fueron desplegados en los techos de las mezquitas. Activistas de la oposición informaron que al menos dos personas murieron por la artillería del ejército sirio y el fuego de ametralladora en Rastán el 4 de junio.

## Consecuencias
A finales de septiembre, se informó de más deserciones del ejército en Rastán, y el Ejército Libre Sirio afirmó haber destruido 17 vehículos blindados durante los enfrentamientos en Rastán, utilizando trampas explosivas. El 1 de octubre, el Ejército Sirio tomó el control de Rastán, matando a 130 civiles y personas de las fuerzas de oposición de acuerdo con fuentes de activistas y arrestando a 3.000 presuntos miembros de la oposición.